# Hajsyn

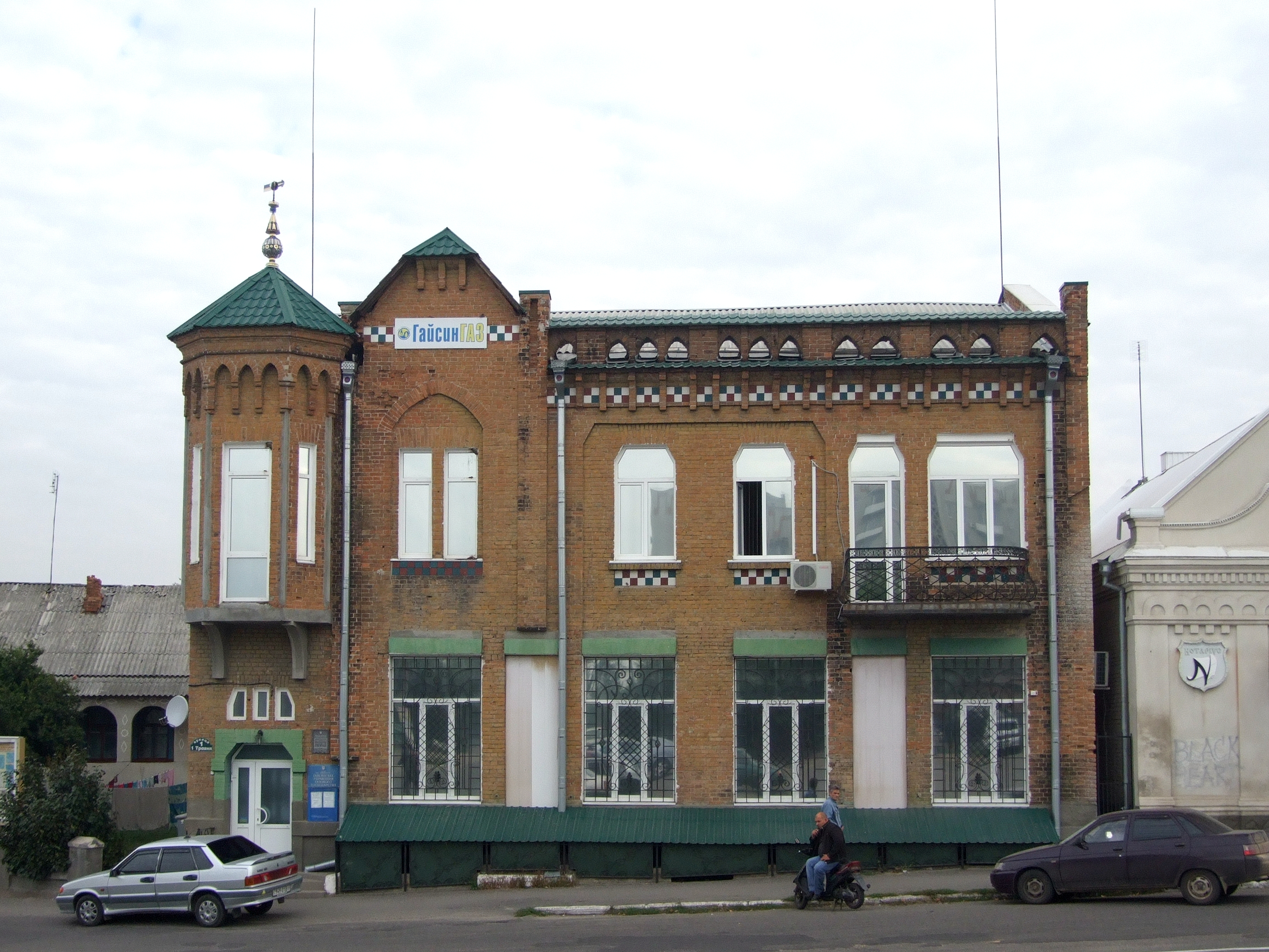
Hotell i Hajsyn.

Hajsyn (ukrainska: Га́йсин uttal (fil); ryska: Га́йсин, Gajsin) är en stad i Vinnytsia oblast i Ukraina. Folkmängden uppgick till 25 727 invånare i början av 2012.